# ميخائيل غورباتشوف
ميخائيل سيرغيفيتش غورباتشوف (الروسية: Михаи́л Серге́евич Горбачёв) (ولد 2 مارس 1931 -30 أغسطس 2022)؛ شغل منصب رئيس الدولة في الاتحاد السوفيتي السابق بين عامي 1990 و1991 ورئيس الحزب الشيوعي السوفيتي بين عامي 1985 و1991. كان يدعو إلى إعادة البناء أو البريسترويكا. شارك رونالد ريغان في إنهاء الحرب الباردة وحصل على جائزة نوبل للسلام عام 1990. آتت البريسترويكا ثمارها في 26 ديسمبر 1991 عندما توارى الاتحاد السوفيتي في صفحات التاريخ بعد توقيع بوريس يلتسن على اتفاقية حل اتحاد الجمهوريات الاشتراكية السوفيتية.
غورباتشوف ولد في كراي ستافروبول لعائلة روسية-أوكرانية قروية، وفي مراهقته عمل مشغلاً لآلة الحصادة في الزراعة الجماعية. تخرج من جامعة موسكو الحكومية في عام 1955 بشهادة بكالوريوس في القانون. بينما كان في الجامعة انضم للحزب الشيوعي ومن بعدها أصبح فعالاً فيها. في 1970 تم تعيينه سكرتير لأول حزب لإقليم ستافروبول، عُيّن أول سكرتير للمجلس السوفيتي الأعلى في 1974. وعُيّن عضواً في المكتب السياسي في عام 1979. في خلال 3 سنوات بعد موت الرئيس ليونيد بريجنيف تبعتها فترة وجيزة من ترتيب المناصب، رشح المكتب السياسي غورباتشوف ليتولى منصب الأمين العام للمجلس السوفيتي في عام 1985. وقبل توليه المنصب كان يذكر في الصحف الغربية بين الحين والآخر كقائد قادم ورجل من جيل أصغر سناً على مستوى عالٍ.
سياسات غورباتشوف غلاسنوست وبيريسترويكا وإعادة تحضيره للإستراتيجيات السوفيتية هدف إلى إنهاء الحرب الباردة. وقد ألغى الدور الدستوري للحزب الشيوعي في تنظم الدولة، وبدون قصد أدى إلى تفكك الاتحاد السوفيتي. تم منحه ميدالية أوتوهان للسلام في 1989. وجائزة نوبل للسلام في عام 1990 وجائزة هارفي في 1992 إضافة إلى العديد من شهادات الدكتوراه فخرية من جامعات متعددة.
في سبتمبر 2008، غورباتشوف وحاكم الأقلية الكسندر ليبيديف أعلنا أنهما سيشكلان الحزب الديمقراطي المستقل الروسي، وفي مايو 2009 أن الانطلاق وشيك الحدوث هذه محاولة غورباتشوف الثالثة لإنشاء حزب سياسي، من بعد ما بدأ الحزب الديمقراطي الإجتماعي الروسي في العام 2001 و تحالف الديمقراطيين الإشتراكيين في 2007 

## نشأته وبواكر حياته

### طفولته: 1931 – 1950
ولد غورباتشوف في 2 مارس 1931 في قرية بريفولنوي، ستافروبول كراي، التي أصبحت جمهورية روسيا الاتحادية الاشتراكية السوفيتية، إحدى الجمهوريات المكونة للاتحاد السوفيتي. في ذلك الوقت، قُسمت بريفولنوي بالتساوي تقريبًا بين العرق الروسي والأوكراني. كانت عائلة غورباتشوف من ناحية الأب من أصل روسي وانتقلت إلى المنطقة من فارونيش قبل عدة أجيال. كانت عائلته من ناحية الأم من أصل عرقي أوكراني هاجروا من تشرنيغوف. أطلق عليه والديه اسم فيكتور، ولكن بإصرار من والدته التي كانت مسيحية أرثوذكسية متدنية كان له معمودية سرية، حيث عمده جده ليصبح اسمه ميخائيل. كانت علاقته بوالده سيرغي أندرييفيتش غورباتشوف وثيقة، أما علاقته مع والدته، ماريا بانتيليفنا غورباتشيفا (قبل الزواج جوبكالو)، فكانت أكثر برودة. كان والديه فقراء، ويعيشان كفلاحين. تزوجا عندما كانا مراهقين في عام 1928، وتماشيا مع التقاليد المحلية حيث عاشا في البداية في منزل والد سيرغي، كوخ من الطوب، قبل أن يبنيا كوخ خاص بهما.
كانت البلاد في ذلك الوقت تعاني من مجاعة 1932 – 1933، حيث توفي اثنان من أعمام غورباتشوف وعمته. وأعقب ذلك التطهير الكبير، حيث اعتُقل الأفراد المتهمين بأنهم «أعداء الشعب»، بما في ذلك أولئك المتعاطفين مع التفسيرات المنافسة للماركسية مثل التروتسكية، حيث أنهم إما أُعدموا أو احتُجزوا في المعسكرات. قُبض على جديّ غورباتشوف (جده من ناحية والدته عام 1934 وجده من ناحية أبيه عام 1937) وقضيا بعض الوقت في معسكرات العمل في جولاج قبل إطلاق سراحهما. بعد إطلاق سراحه في ديسمبر عام 1938، وصف جد غورباتشوف لوالدته كيف تعرض للتعذيب من قبل الشرطة السرية، فأثر ذلك على الصبي الصغير.
بعد اندلاع الحرب العالمية الثانية في عام 1939، غزا الجيش الألماني الاتحاد السوفيتي في يونيو عام 1941. احتلت القوات الألمانية بريفولنوى لمدة أربعة أشهر ونصف عام 1942. انضم والد غورباتشوف إلى الجيش الأحمر وقاتل في الخطوط الأمامية. أُعلن عن طريق الخطأ وفاته أثناء معركة، وقاتل في معركة كورسك قبل أن يعود إلى عائلته مصابًا. بعد هزيمة ألمانيا، أنجب والدا غورباتشوف ابنهما الثاني، ألكسندر، في عام 1947. كان هو وميخائيل أولادهما الوحيدين.
أغلقت مدرسة القرية أبوابها خلال معظم فترات الحرب ولكن أعيد افتتاحها في خريف عام 1944. لم يرغب غورباتشوف في العودة ولكن عندما فعل ذلك، تفوق أكاديميًا. وقرأ بنهم، وانتقل من روايات الغرب الأمريكي لتوماس ماين ريد لأعمال فيساريون بِلينسكي، وألكسندر بوشكين، ونيقولا غوغول، وميخائيل ليرمنتوف. في عام 1946، انضم إلى كومسومول، منظمة الشباب السياسي السوفيتي، وأصبح زعيمًا لمجموعته المحلية ثم انتُخب لعضوية لجنة كومسومول للمنطقة. انتقل من المدرسة الابتدائية إلى المدرسة الثانوية في مولوتوفسكي. مكث هناك خلال الأسبوع بينما كان يسير إلى المنزل الذي كان يبعد 19 كيلومترًا (12 ميلًا) خلال عطلات نهاية الأسبوع. بالإضافة إلى كونه عضوًا في جمعية الدراما بالمدرسة، نظم الأنشطة الرياضية والاجتماعية وقاد فصل التمرين الصباحي بالمدرسة. على مدار خمسة فصول صيفية متتالية من عام 1946 وما بعدها، عاد إلى المنزل لمساعدة والده في تشغيل ماكينة حصادة، حيث عملوا في بعض الأحيان لمدة 20 ساعة يوميًا. في عام 1948، حصدوا أكثر من 8000 سنتال من الحبوب، وهو إنجاز حصل سيرغي بسببه على وسام لينين وابنه وسام الراية الحمراء للعمل.

## 1950–1955: التعليم الجامعي
في يونيو 1950، أصبح غورباتشوف عضوًا مرشحًا في الحزب الشيوعي. كما تقدم للدراسة في كلية الحقوق بجامعة موسكو الحكومية (MSU)، والتي كانت آنذاك الجامعة الأكثر شهرة في البلاد. وقد قبلوه دون أن يطلبوا منه اجتياز امتحان، ويرجع ذلك على الأرجح إلى أصوله العمالية الفلاحية وامتلاكه وسام الراية الحمراء للعمل. كان اختياره للقانون غير عادي؛ لم يكن موضوعًا يحظى باحترام كبير في المجتمع السوفييتي في ذلك الوقت. في سن التاسعة عشرة، سافر بالقطار إلى موسكو، وكانت المرة الأولى التي يغادر فيها منطقته منشأه.

في موسكو، أقام غورباتشوف مع زملائه من طلاب الجامعة في سكن داخلي في منطقة سوكولنيكي. وشعر هو وطلاب آخرون من المناطق الريفية بالخلاف مع نظرائهم من سكان موسكو، لكنه سرعان ما اندمج معهم. ويتذكر زملاؤه الطلاب أنه كان يعمل بجد بشكل خاص، وغالبًا ما كان يستمر حتى وقت متأخر من الليل. واكتسب سمعة طيبة كوسيط أثناء النزاعات، وكان معروفًا أيضًا بصراحته في الفصل، على الرغم من أنه كان يكشف عن بعض آرائه بشكل خاص فقط؛ على سبيل المثال، أبدى لبعض الطلاب معارضته للقاعدة الفقهية السوفييتية التي تنص على أن الاعتراف يثبت الذنب، مشيرًا إلى أنه كان من الممكن أن يتم فرض الاعترافات.

في الجامعة، أصبح غورباتشوف رئيس كومسومول لفصله، ثم نائب سكرتير كومسومول للتحريض والدعاية في كلية الحقوق. كانت إحدى مهامه الأولى في كومسومول في موسكو هي مراقبة صناديق الاقتراع في منطقة بريسنينسكي لضمان رغبة الحكومة في تحقيق نسبة إقبال شبه كاملة؛ وجد غورباتشوف أن معظم الذين صوتوا فعلوا ذلك من دافع "الخوف". في عام 1952، تم تعيينه عضوًا كامل العضوية في الحزب الشيوعي. بصفته عضوًا في الحزب وكومسومول، تم تكليفه بمراقبة زملائه الطلاب بحثًا عن أي تخريب محتمل؛ أصبح غورباتشوف صديقًا مقربًا لـ زدينيك ملينار، وهو طالب تشيكوسلوفاكي أصبح فيما بعد أحد أبرز الإيديولوجيين في ربيع براغ عام 1968. تذكر ملينار أن الثنائي ظل ملتزمًا بالماركسية اللينينية على الرغم من مخاوفهما المتزايدة بشأن النظام الستاليني. بعد وفاة ستالين في مارس 1953، انضم غورباتشوف وملينار إلى الحشود التي تجمعت لرؤية جسد ستالين.

التقى غورباتشوف برايسا تيتارينكو، التي كانت تدرس في قسم الفلسفة بالجامعة. كانت مخطوبة لرجل آخر، ولكن بعد فشل هذه الخطوبة، بدأت علاقة مع غورباتشوف؛ ذهبا معًا إلى المكتبات والمتاحف والمعارض الفنية. في أوائل عام 1953، حصل غورباتشوف على تدريب في مكتب المدعي العام في منطقة مولوتوفسكوي، لكنه غضب من عدم كفاءة وغطرسة العاملين  وفي ذلك الصيف، عاد إلى بريفولنويي للعمل مع والده في الحصاد؛ سمح له المال الذي حصل عليه بدفع تكاليف حفل الزفاف. في 25 سبتمبر 1953، سجل هو ورايسا زواجهما في مكتب تسجيل سوكولنيكي وفي أكتوبر انتقلا للعيش معًا في مسكن تلال لينين. اكتشفت رايسا أنها حامل، وعلى الرغم من أن الزوجين أرادا الاحتفاظ بالطفل، إلا أنها مرضت واحتاجت إلى إجراء عملية إجهاض لإنقاذ حياتها.

في يونيو 1955، تخرج غورباتشوف بامتياز؛ وكانت ورقته الأخيرة عن مزايا «الديمقراطية الاشتراكية» (النظام السياسي السوفييتي) على «الديمقراطية البرجوازية» (الديمقراطية الليبرالية). تم تعيينه بعد ذلك في مكتب المدعي العام السوفييتي، الذي كان يركز آنذاك على إعادة تأهيل الضحايا الأبرياء لتطهيرات ستالين، لكنه وجد أنه ليس لديهم عمل. ثم عُرض عليه مكان في دورة دراسية عليا بجامعة موسكو الحكومية متخصصة في قانون الكولخوز، لكنه رفض. كان يريد البقاء في موسكو، حيث التحقت رايسا ببرنامج الدكتوراه، لكنه حصل بدلاً من ذلك على وظيفة في ستافروبول؛ تخلت رايسا عن دراستها للانضمام إليه هناك.

## وصلات خارجية
- ميخائيل غورباتشوف على موقع IMDb (الإنجليزية)
- ميخائيل غورباتشوف على موقع الموسوعة البريطانية (الإنجليزية)
- ميخائيل غورباتشوف على موقع مونزينجر (الألمانية)
- ميخائيل غورباتشوف على موقع ألو سيني (الفرنسية)
- ميخائيل غورباتشوف على موقع ميوزك برينز (الإنجليزية)
- ميخائيل غورباتشوف على موقع أول موفي (الإنجليزية)
- ميخائيل غورباتشوف على موقع قاعدة بيانات الأفلام السويدية (السويدية)
- ميخائيل غورباتشوف على موقع إن إن دي بي (الإنجليزية)
- ميخائيل غورباتشوف على موقع قاعدة بيانات الفيلم (الإنجليزية)
- مؤسسة غورباتشوف (بالإنجليزية)
- أخبار مُجمّعة وتعليقات عن ميخائيل غورباتشوف في موقع صحيفة نيويورك تايمز. (بالإنجليزية)

| سبقه أندري جروميكو | رئيس الاتحاد السوفيتي 1988 - 1991 | تبعه إلغاء المنصب (تفكك الاتحاد السوفيتي) |